# Jarosław Mikołajewicz
Jarosław Jacek Mikołajewicz (ur. 14 marca 1964 w Jarocinie, zm. 15 czerwca 2016 w Poznaniu) – polski prawnik, radca prawny, doktor habilitowany nauk prawnych, specjalizował się w teorii i filozofii prawa, profesor nadzwyczajny Uniwersytetu im. Adama Mickiewicza w Poznaniu.

## Życiorys
Urodził się w Jarocinie. Liceum ogólnokształcące ukończył w Gnieźnie w 1983. Od tego roku rozpoczął studia prawnicze na Wydziale Prawa i Administracji UAM w Poznaniu, które ukończył w 1988. W tym roku rozpoczął pracę w Katedrze Teorii Państwa i Prawa na Wydziale Prawa i Administracji UAM w Poznaniu (później przemianowanej na Katedrę Teorii i Filozofii Prawa). Egzamin sędziowski zdał w 1990. W tym samym roku zdał również egzamin z zakresu prawnej obsługi wojsk (w okresie 1989–1990 odbył służbę wojskową w Prokuraturze Wojsk Lotniczych i Obrony Powietrznej Kraju). Oficer rezerwy od 1993. W 1992 zdał egzamin (uzupełniający) radcy prawnego (pod koniec życia, w związku z chorobą, złożył wniosek o skreślenie z listy radców).
Stopień naukowy doktora nauk prawnych uzyskał w 1998 na podstawie pracy pt. Prawo intertemporalne. Zagadnienia teoretycznoprawne (promotorem była Sławomira Wronkowska-Jaśkiewicz). Habilitował się w 2010 na podstawie oceny dorobku naukowego i rozprawy Zasady orzecznicze Trybunału Konstytucyjnego. Zagadnienia teoretycznoprawne. Pracował jako profesor nadzwyczajny w Katedrze Teorii i Filozofii Prawa Wydziału Prawa i Administracji UAM.
Należał do NSZZ „Solidarność” oraz Międzynarodowego Stowarzyszenia Filozofii Prawa i Filozofii Społecznej.
Wypromował jednego doktora, był recenzentem w trzech przewodach doktorskich oraz w dwóch habilitacyjnych.

## Wybrane publikacje
- Problematyka intertemporalna w prawie. Zagadnienia podstawowe. Rozstrzygnięcia intertemporalne. Geneza, funkcje, aksjologia, (twórca koncepcji, współautor, redaktor naukowy), wyd. 2015
- Zasady orzecznicze Trybunału Konstytucyjnego. Zagadnienia teoretycznoprawne, wyd. 2008
- Prawo intertemporalne. Zagadnienia teoretycznoprawne, wyd. 2000
- Wiedza o życiu w społeczeństwie (podręcznik dla szkół podstawowych i średnich), wyd. 1991 (i kolejne), wstępem oparzył Zygmunt Ziembiński
- Polskie dyskusje o państwie prawa (współautor, red. S. Wronkowska), wyd. 1995
- Słusznościowe granice prawa, „Ruch Prawniczy, Ekonomiczny i Socjologiczny” 3/2010
- Orzeczenia zakresowe i interpretacyjne Trybunału Konstytucyjnego jako przejaw kryzysu legitymizacji legalnej, w: Normalność i kryzys. Jedność czy różnorodność, red. J. Oniszczuk, Oficyna Wydawnicza. Szkoła Główna Handlowa, Warszawa 2010
- Intertemporalna problematyka prawa administracyjnego (wybrane zagadnienia), RPEiS, 1/2012; wersja angielska Intertemporal issues in administrative law and concept of retroactivity in law „Archiwum Filozofii Prawa i Filozofii Społecznej”, 1/2012 (współautor obu wersji językowych Andrzej Skoczylas)
- Problem konstytucyjności prawa intertemporalnego w procesie jego administracyjnosądowego stosowania, „Zeszyty Naukowe Sądownictwa Administracyjnego” 2 (59)/2015 (współautor: Andrzej Skoczylas)
- Changes in the Law, its Retroactivity and the Principle of Identity, „Przegląd Prawa Publicznego” 6/2015
- Prawo intertemporalne w państwie prawnym, RPEiS 4/2015
- ponadto glosy do orzeczeń sądów, rozdziały w pracach zbiorowych i artykuły publikowane w czasopismach prawniczych, m.in. w „Ruchu Prawniczym, Ekonomicznym i Socjologicznym” oraz „Orzecznictwie Sądów Polskich”[5]